# 兼光ダニエル真
兼光 ダニエル 真（かねみつ ダニエル まこと、Dan Kanemitsu、1972年3月30日 - ）は、日本の翻訳家。ミネソタ大学卒業。

## 概要
東京都出身。アメリカ合衆国ミネソタ州にルーツを持つ。映像制作会社のカラーの公式英語翻訳者であり、『ヱヴァンゲリヲン新劇場版:Q』やNetflixで配信された『新世紀エヴァンゲリオン』の翻訳を担当した。鈴木貴昭と野上武志が制作した同人誌の翻訳にも携わっている。2025年にはカラーと機動戦士ガンダムシリーズの制作で知られるアニメプロダクション、サンライズ共同制作の機動戦士Gundam GQuuuuuuXにも翻訳と外国語監修として携わった。
2015年に佐藤一毅と櫻井孝昌と共に国際オタクイベント協会を設立した。2016年に『「コミケ」に増え続ける海外参加者－オタクは東京を目指す』という講演を行った。
表現規制問題に関して見識を持っており、「現実とフィクションを混同した」マオド・ド・ブーア＝ブキッキオを批判した。

## 作品

### 一般書籍
- ジョン・オースティン 著、兼光ダニエル真 訳『ゾンビの作法 もしもゾンビになったら』太田出版、2011年9月7日。ISBN 978-4778312701。